# Hoplitimyia bimaculata
Hoplitimyia bimaculata is een vliegensoort uit de familie van de Stratiomyidae. De wetenschappelijke naam van de soort is voor het eerst geldig gepubliceerd in 1862 door Bellardi.